# Euthraulus elegans
Espèce
Synonymes
Choroterpes elegans Barber-James, 2003
Euthraulus elegans est une espèce d'insectes appartenant à l'ordre des éphéméroptères, de la famille des Leptophlebiidae et de la sous-famille des Atalophlebiinae. Elle est trouvée en Namibie.